# Emil Sutowski
Emil Sutowski (ur. 19 września 1977 w Baku) – izraelski szachista pochodzenia azerskiego, arcymistrz od 1996 roku.

## Kariera szachowa
Pierwsze sukcesy odniósł w juniorskich mistrzostwach Związku Radzieckiego, gdzie mieszkał do czternastego roku życia. Po zmianach politycznych w 1991 roku wyemigrował do Izraela. W 1995 r. zdobył w Holon tytuł wicemistrza Europy juniorów do lat 20, natomiast w 1996 r. w Medellin – tytuł mistrza świata juniorów. Za ten rezultat Międzynarodowa Federacja Szachowa przyznała mu tytuł arcymistrza. W 1997 roku zwyciężył w silnie obsadzonym turnieju w Hoogeveen (przed Judit Polgár, Loekiem van Welym i Wasilijem Smysłowem) oraz turniej w Buenos Aires. W kolejnych latach zajął pierwsze miejsce w turniejach na wyspie Man (w 1998 roku), w Essen (1999) i Hastings (2000). W 2001 roku w Ochrydzie zdobył tytuł mistrza Europy, wyprzedzając przyszłego mistrza świata FIDE, Rusłana Ponomariowa. Podzielił również I miejsce (wraz z Peterem Heine Nielsenm) w Esbjergu (turniej The North Sea Cup). W 2003 roku zwyciężył w rozgrywanych po raz pierwszy internetowych mistrzostwach Europy oraz triumfował (wraz z Aleksandrem Bielawskim) w memoriale MIlana Vidmara w Zrečach. Rok 2004 rozpoczął od wygranej w turnieju w Pampelunie, wspólnie z Lukiem McShanem i Miguelem Illescasem Cordobą. Podzielił także I miejsce (m.in. wraz z Lewonem Aronianem, Jaanem Ehlvestem oraz Aleksiejem Driejewem) w otwartym turnieju w Reykjaviku. W 2005 roku podzielił I miejsca w dwóch kolejnych turniejach open – w Gibraltarze i Aeroflot Open w Moskwie. Te sukcesy zaowocowały zaproszeniem do prestiżowego turnieju kołowego w Dortmundzie, na którym w efektownym stylu wygrał partię z Władimirem Kramnikiem, nie odnosząc jednak sukcesu w końcowej klasyfikacji. W tym samym roku wystąpił również w Pucharze Świata, awansując do III rundy (w której uległ Etienne Bacrot). W 2006 podzielił I lokatę w Saratowie i Aszdodzie. W 2007 podzielił II miejsce (za Władimirem Akopianem) w silnie obsadzonym turnieju open w Gibraltarze oraz zdobył w Dreźnie tytuł wicemistrza Europy.
Dwukrotnie uczestniczył w turniejach o mistrzostwo świata FIDE. W 2000 roku w New Delhi odpadł w I rundzie, a w 2001 roku w Moskwie dotarł do rundy III, w której został pokonany przez Wasilija Iwanczuka.
Wielokrotnie reprezentował Izrael w turniejach drużynowych, m.in.:
- dziewięciokrotnie na olimpiadach szachowych (w latach 1996, 1998, 2000, 2002, 2004, 2006, 2010, 2012, 2014); dwukrotny medalista: wspólnie z drużyną – brązowy (2010) oraz indywidualnie – złoty (2010 – na II szachownicy)[8],
- trzykrotnie na drużynowych mistrzostwach świata (w latach 2005, 2010, 2011); medalista: indywidualnie – srebrny (2010 – na IV szachownicy)[9],
- siedmiokrotnie na drużynowych mistrzostwach Europy (w latach 1997, 2001, 2003, 2005, 2007, 2009, 2011); pięciokrotny medalista: wspólnie z drużyną – dwukrotnie srebrny (2003, 2005) oraz indywidualnie – złoty (2003 – za wynik rankingowy), srebrny (2005 – na II szachownicy) i brązowy (2003 – na III szachownicy)[10].

Najwyższy ranking w dotychczasowej karierze osiągnął 1 stycznia 2012 r., z wynikiem 2703 punktów zajmował wówczas 41. miejsce na światowej liście FIDE, jednocześnie zajmując 2. miejsce (za Borysem Gelfandem) wśród izraelskich szachistów.